# Washingtoni Egyetem Információtudományi Intézet
A Washingtoni Egyetem Információtudományi Intézete (becenevén iSchool) az intézmény seattle-i campusán működik. Az 1911-ben alapított iskola dékánja Anind K. Dey.
Az intézményt 1911-ben alapította Harriet Howe, Josephine Meissner, William E. Henry és Charles W. Smith, mert az Amerikai Egyesült Államok nyugati részén egyre nagyobb igény volt magasan képzett, felkészült könyvtárosokra. Az iskola az 1990-es évekig a Könyvtár- és Információtudományi Mesterképzési Intézet nevet viselte.
A felsőfokú könyvtárjogi képzés a U.S. News & World Report 2017-es rangsorában az első helyen állt.
A 2021 márciusában online formában indult információmenedzsment mesterképzés műszaki hátterét a Noodle Partners biztosítja.

## Székhely
Az intézet székhelye a fizika tanszék egykori épülete, amely 1995-ben felvette Mary Maxwell Gates nevét a családtól érkező tízmillió dolláros adomány miatt. 1999-ben az épület számítógépes munkaállomásokkal, tantermekkel és közösségi helyekkel bővült. Az átalakítás során a főbejárat a Suzzallo Könyvtár felőli oldalra került át.

## Fordítás
- Ez a szócikk részben vagy egészben  az   University of Washington Information School című angol Wikipédia-szócikk ezen változatának fordításán alapul.  Az eredeti cikk szerkesztőit annak laptörténete sorolja fel. Ez a jelzés csupán a megfogalmazás eredetét és a szerzői jogokat jelzi, nem szolgál a cikkben szereplő információk forrásmegjelöléseként.